# والیها

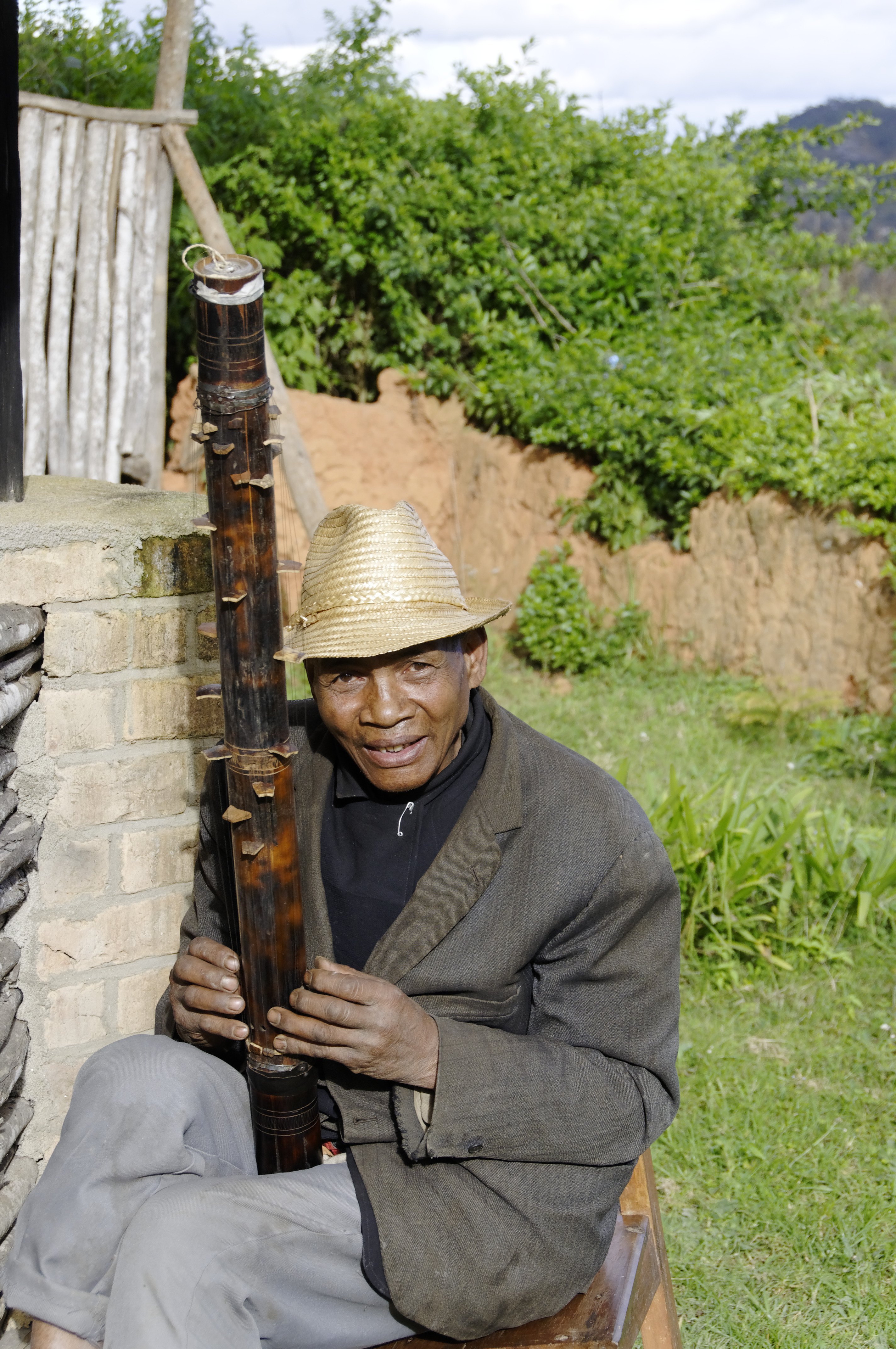
نوازنده والیها در آمبوهیماهاسوا، مرکز ماداگاسکار

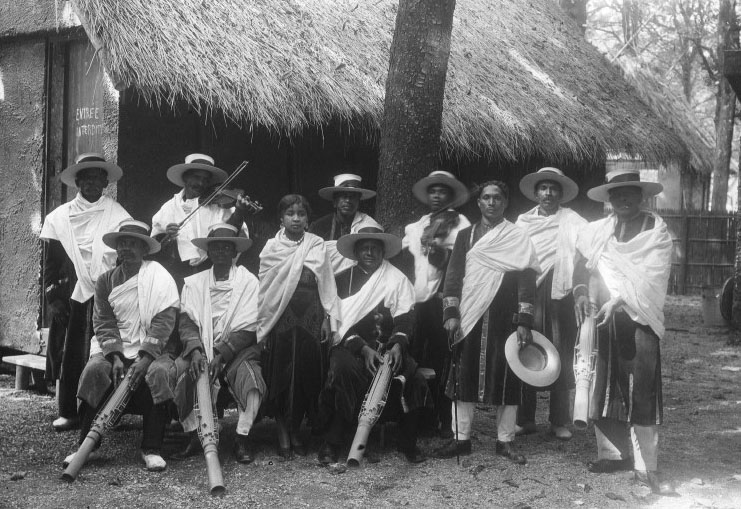
ارکستر والیها در نمایشگاه جهانی پاریس در سال ۱۹۳۱.

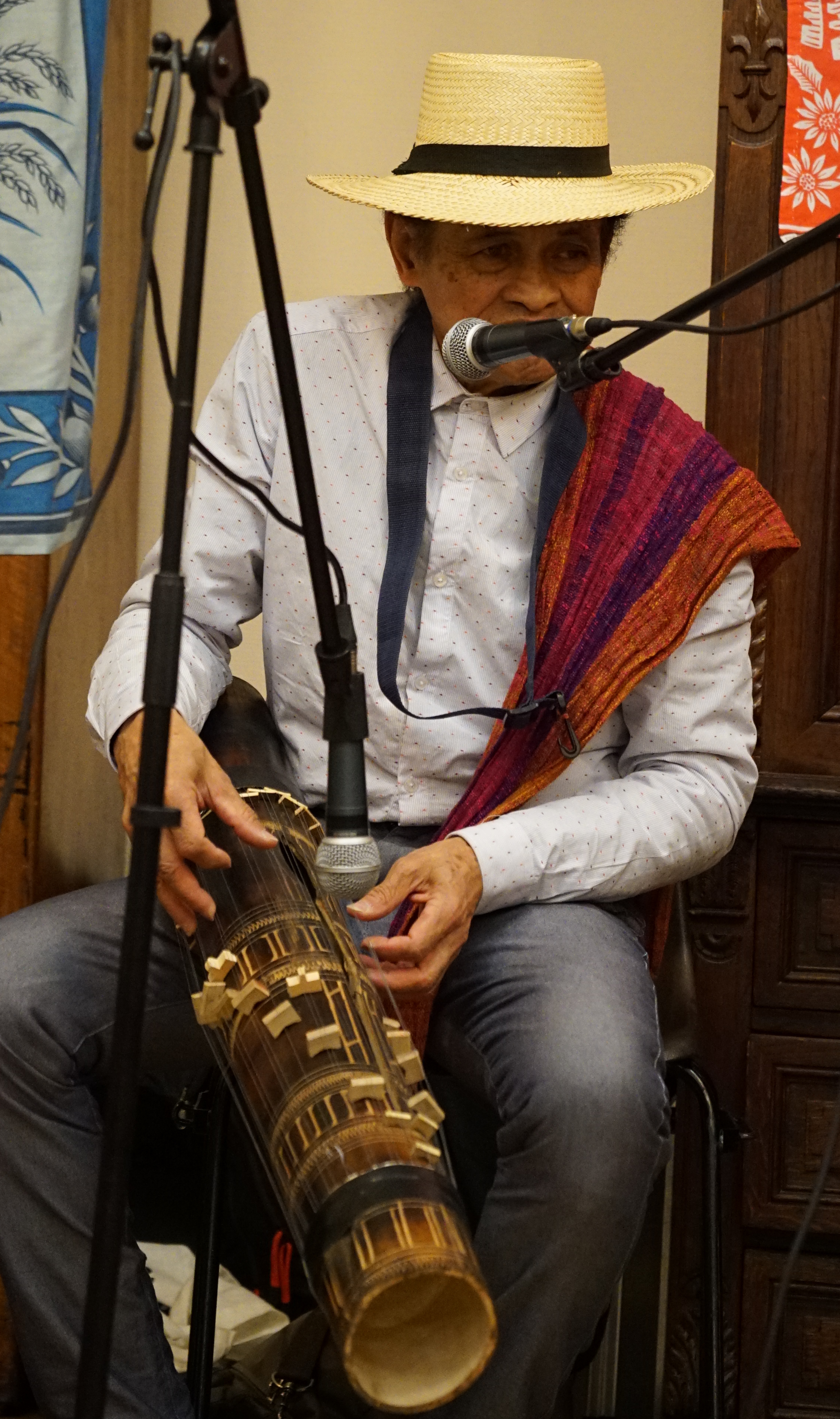
والیها با لوله بامبو با قطر بزرگتر.

والیها (انگلیسی: Valiha) یک ساز زهی بومی ماداگاسکار است که از جنس خاصی از بامبو ساخته می‌شود. این ساز به عنوان نماد ملی موسیقی این کشور شناخته می‌شود و در فرهنگ و سنت‌های مردم مالاگاسی جایگاه ویژه‌ای دارد.
والیها از یک لوله بامبو ساخته شده که روی آن رشته‌هایی موازی کشیده شده‌اند. نوازنده با زخمه زدن به این رشته‌ها صدایی دلنشین و آرامش‌بخش ایجاد می‌کند. این ساز در مراسم و جشن‌های مختلف، از جمله مراسم مذهبی و آیینی، مورد استفاده قرار می‌گیرد.
والیها در طول تاریخ در میان مردم مالاگاسی از اهمیت بالایی برخوردار بوده است. در گذشته، داشتن ناخن‌های بلند که برای نواختن این ساز مناسب بودند، نشانه‌ای از اشرافیت و جایگاه اجتماعی بالا محسوب می‌شد.
علاوه بر موسیقی‌های شاد و سرگرم‌کننده، والیها در موسیقی‌های مذهبی و آیینی نیز کاربرد دارد و برای تلاش با آنچه احضار ارواح و ارتباط با دنیای معنوی دانسته شده، استفاده می‌شود.
در فرهنگ عامه ماداگاسکار، اعتقاد بر این است که والیها از داوود پیامبر به ارث رسیده است. این باور بخشی از افسانه‌های قدیمی است که ریشه‌های یهودی را برای مردم مالاگاسی روایت می‌کنند.

## ساختار
در گذشته، والیها از نوع خاصی از بامبو به نام خیزران والیها (Valiha diffusa) ساخته می‌شد، اما امروزه از گونه‌های بامبویی که فاصله بین گره‌هایشان بیشتر است استفاده می‌شود. این گره‌ها در واقع حلقه‌های تیره‌رنگی هستند که روی بدنه بامبو دیده می‌شوند. برای ساخت والیها، قطعات بامبو با قطر ۵ تا ۱۰ سانتی‌متر و طول ۳۵ تا ۱۸۰ سانتی‌متر انتخاب می‌شوند.
والیها معمولاً ۲۱ تا ۲۴ سیم دارد. در گذشته، این سیم‌ها را از نوارهای نازکی که از بدنه بامبو جدا می‌کردند، می‌ساختند. این نوارها را با کمک پل‌های کوچک چوبی یا کدویی که نقش کوک‌کننده‌های متحرک را هم داشتند، بالا می‌آوردند. اما امروزه سیم‌ها اغلب از کابل ترمز دوچرخه که باز شده و از میخ‌ها رد شده‌اند، ساخته می‌شوند. البته نوازندگان حرفه‌ای ممکن است از سیم‌های استاندارد گیتار یا پیانو هم استفاده کنند، به خصوص در کلیساها و گروه‌های موسیقی محلی.
بدنه ساز از یک تکه لوله ساخته شده است که سیم‌ها روی آن قرار می‌گیرند. در مورد والیها، این لوله در واقع یک تکه بامبوی ضخیم است. سیم‌های والیها با جدا کردن نوارهای باریکی از چوب بامبو در بین دو گره ایجاد می‌شوند. این نوارهای بامبو سپس بر روی پل‌های کوچکی (میخ‌هایی که در تصویر شبیه به گل هستند) قرار می‌گیرند. این پل‌ها باعث می‌شوند که سیم‌ها بتوانند به راحتی زخمه زده یا نواخته شوند و با تغییر طول این نوارها در اطراف لوله، صداهای با زیر و بمی‌های مختلف تولید می‌شود.
اگر بدنه و سیم‌های ساز از یک جنس باشند، به آن «زیتر لوله‌ای هم‌جنس» می‌گویند. اما سیم‌های والیها می‌توانند از جنس‌های دیگری غیر از بدنه هم باشند که سیم‌های برنجی دارد. در این صورت، به ساز «زیتر لوله‌ای ناهم‌جنس» گفته می‌شود.
یک ساز مشابه والیها به نام «ماروانی» وجود دارد که از نظر ساختار شبیه به آن است، اما به جای لوله، شکلی جعبه‌ای دارد و از چوب یا فلز ساخته می‌شود.

## نوازندگان
یکی از مشهورترین نوازندگان والیها در قرن بیستم، راکوتوزافی (زادهٔ ۱۹۳۸) است. بیشتر اجراهای ضبط شده او به صورت زنده در استودیوی مرکزی رادیو مالاگاسی انجام شده‌اند. سیلوستر راندافیسون یکی دیگر از نوازندگان مشهور والیها است که به عنوان یک چهره شاخص فرهنگی در ماداگاسکار شناخته می‌شود.